# Boralde de Saint-Chély-d’Aubrac
Die Boralde de Saint-Chély-d’Aubrac ist ein kleiner französischer Fluss im Département Aveyron in der Region Okzitanien. Sie entspringt im Gemeindegebiet von Saint-Chély-d’Aubrac, entwässert in südöstlicher Richtung durch den Regionalen Naturpark Aubrac und mündet nach rund 25 Kilometern knapp oberhalb von Saint-Côme-d’Olt als rechter Nebenfluss in den Lot. Der Fluss bildet mehrere Wasserfälle, wovon die Cascade des Touzes am bekanntesten ist, und durchquert die Gemeindegebiete von Saint-Chély-d’Aubrac, Castelnau-de-Mandailles und Saint-Côme-d’Olt.

## Jakobsweg
Die Pilger, die die Via Podiensis entlangziehen, folgen der Boralde de Saint-Chély-d'Aubrac, und überqueren sie auf der sogenannten Pilgerbrücke bei Saint-Chély. Diese ist seit 1998 als Teil des  UNESCO-Welterbes „Wege der Jakobspilger in Frankreich“ geschützt.